# Theodor Berger (Komponist)

Theodor Berger 1982 (aufgenommen von Barbara Pflaum)

Theodor Berger (* 18. Mai 1905 in Traismauer, Österreich-Ungarn; † 21. August 1992 in Wien) war ein österreichischer Komponist und Dirigent.

## Leben

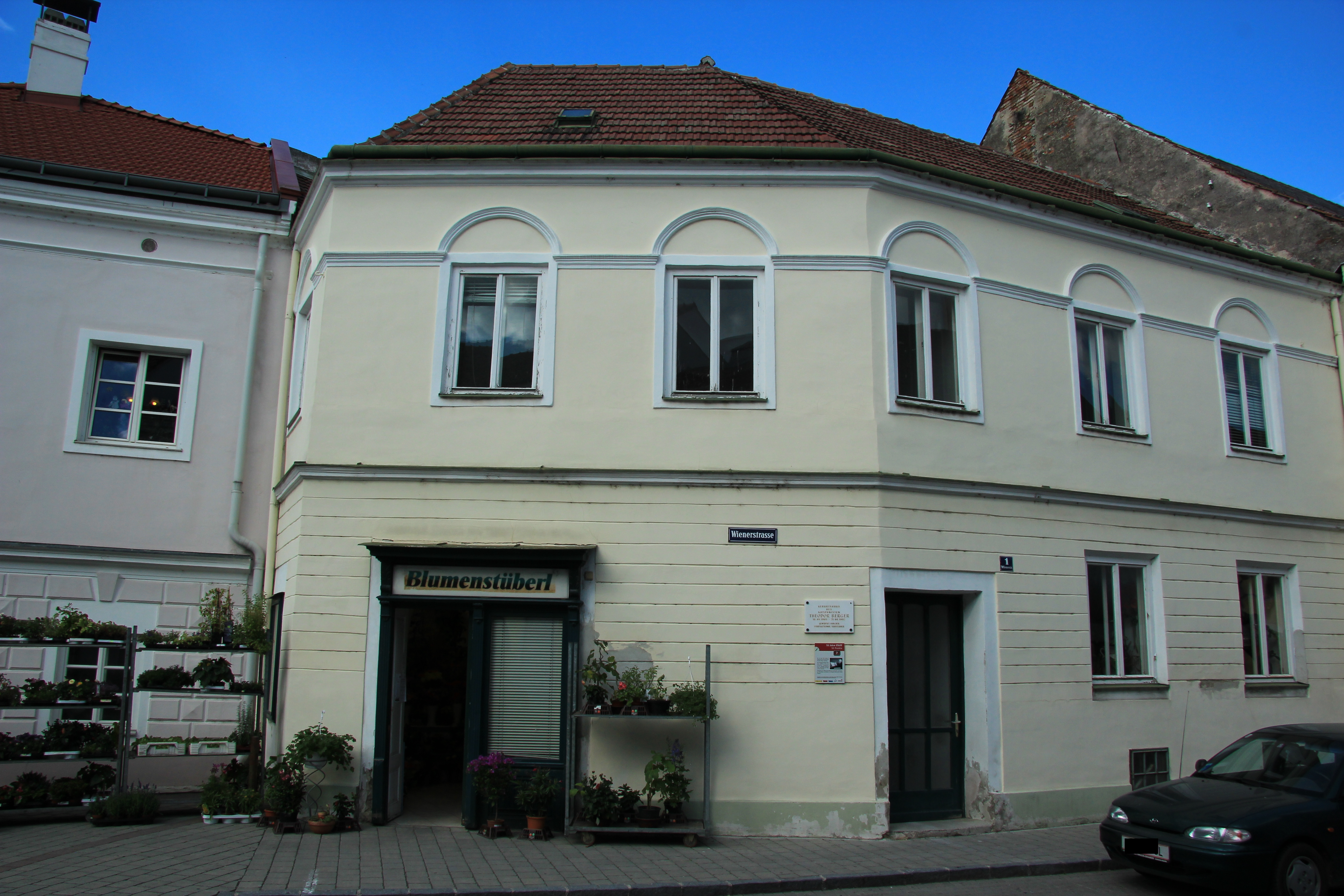
Geburtshaus Bergers in Traismauer

Theodor Berger stammte aus ärmlichsten Verhältnissen und hatte deshalb in seiner Kindheit auch kaum Gelegenheit, sich mit Musik zu beschäftigen. Im Zuge seiner Lehrerausbildung wurde er sich im Alter von 17 Jahren seiner eigentlichen Berufung als Komponist bewusst.
Durch die Unterstützung einiger begüteter Familien konnte er an der Wiener Musikakademie von 1926 bis 1932 bei Franz Schmidt und O. Kabasta studieren, bezeichnete sich aber später stets als „Autodidakt“, weil er sich seine Musiksprache weitgehend selbst erarbeitet hatte.
Im Jahr 1932 ging er nach Berlin; er wurde dort von Wilhelm Furtwängler als Nachwuchstalent erkannt und durch Aufführungen und Empfehlungen im In- und Ausland gefördert. Er kehrte im Jahr 1939 nach Wien zurück und lebte dort, von einigen längeren Aufenthalten in Deutschland und den USA abgesehen, bis zu seinem Tode als freischaffender Komponist.
Freundschaften verbanden ihn mit Komponistenkollegen wie Miklós Rózsa, Marcel Rubin, Joseph Marx, Samuel Barber und Werner Egk.
Trotz seiner vielfachen Auszeichnungen mit Medaillen, Preisen und Titeln wurde es um Theodor Berger seit etwa 1965 ziemlich still. Ständiges Lobbying für seine Werke bei den Mächtigen des Kulturbetriebs in Politik und Medien war ihm lästig und seine Unabhängigkeit von jeder „Schule“ machte ihn bald zum Außenseiter des Musikgeschehens.
Dies wurde auch durch seine in den letzten Lebensjahrzehnten immer stärker bemerkbare Neigung zur Neurasthenie verstärkt, die ihm den Kontakt mit der „Masse“ fast unmöglich machte.

## Musikstil
Berger war zeit seines Lebens keiner der gängigen Strömungen zeitgenössischer Musik zuzurechnen. Die unverwechselbar persönliche Tonsprache ist nuancenreich, auf oftmals polytonaler Ebene zwischen Konsonanz und Dissonanz changierend und knüpft stilistisch vielfach an den musikalischen Impressionismus an. Wichtige Elemente waren auch Eindrücke der Natur sowie der Technik (siehe „Impressionen“ für Orchester, op.8).
Auch eine gewisse Beeinflussung durch Igor Strawinski und Béla Bartók ist unverkennbar. Sein Lehrer Franz Schmidt meinte dazu einst lakonisch: „Sind ja keine schlechten Adressen, denen Sie sich da zuwenden.“
Mit musikantischer Leichtigkeit verarbeitete Theodor Berger in meisterhafter Instrumentation seine Naturerlebnisse.
Orchestermusik war sein ureigenstes Metier, obwohl schon die Frühwerke im Bereich der Kammermusik seinen unverkennbaren Stil verraten. Dirigenten von Weltruf wie Wilhelm Furtwängler, Erich Kleiber, Wolfgang Sawallisch, Karl Böhm, Herbert von Karajan, Rafael Kubelík, Bernard Haitink, Josef Krips, Zubin Mehta, Dimitri Mitropoulos, Antal Doráti, Sergiu Celibidache und andere haben seine Werke dirigiert, zuletzt besonders Horst Stein.

## Auszeichnungen
- 1949: Preis der Stadt Wien für Musik[2]
- 1951: Staatspreis für Musik[3]
- 1959: Großer Österreichischer Staatspreis[4] (gemeinsam mit Alfred Uhl)

## Werke (Auswahl)
- Streichquartett op. 2 im alten Stil in eE (1932)
- Rondino Giocoso, op. 4, für Streichorchester (1933)
- Malinconia, op. 5, für Streichorchester (1933)
- Impressionen, op. 8, Sechs Kleine Tonbilder für Orchester (1938/46)
- Rhapsodisches Duo, op. 9, für Violine, Violoncello und Orchester (1939)
- Chronique Symphonique, op. 10, für Orchester (1940/53)
- Legende vom Prinzen Eugen, op. 11, für Orchester (1941)
- Homerische Symphonie, für Orchester (1948)
  - Filmmusik zum Film An klingenden Ufern, mit Curd Jürgens (1948)[5]
- Concerto Manuale, Orchesterstück für handgespielte Instrumente (1951)
- La Parola, für Orchester (1954)
- Rondo Ostinato, nach einem spanischen Motiv, für Blasorchester und Schlagzeug (1955)
- Sinfonia Parabolica, für Orchester (1956)
- Symphonischer Triglyph „Drei Fenster“, Metamorphosen für Orchester über Motive von Franz Schubert (1957)
- Symphonie „Jahreszeiten“, für Orchester (1957)
- Frauenstimmen, für 3 Frauenstimmen und Orchester (1959)
- Konzert für Violine und Orchester (1964)
- Hydromelos, für Orchester (1965)
- Divertimento, für 6-stimmigen Männerchor, Bläser und Schlagzeug (1970)
- Malinconia 2, für 48 Streicher (1979)
- Fonofolium, für Orchester (1986)